# Villa romana di Orfeo
La villa romana di Orfeo è un sito archeologico di Trento risalente al I secolo d.C. e facente parte della Tridentum romana.
Si tratta di una ricca residenza romana originariamente situata al di fuori delle mura cittadine.

## Storia
Il sito è stato rinvenuto nel 1954 a seguito di scavi per la costruzione di un nuovo liceo e un museo che includeva la villa, che venne inizialmente inaugurato nel 1966. La conseguente alluvione del 4 novembre 1966 causò gravi danni che portarono alla chiusura fino al 1982. Acquisita dalla provincia nel 1998, la villa è stata quindi sottoposta ad ulteriori interventi di restauro ed è tornata visitabile a partire dal 21 giugno 2023.

## Descrizione
La villa è composta da diverse strutture, tra cui una parte residenziale e un'ampia area agricola. La zona residenziale è composta da numerosi vani, era dotata di un impianto termale e disponeva di un giardino. Di particolare interesse è la sala di rappresentanza, la quale conserva un mosaico di pregio raffigurante il dio Orfeo, da cui la villa prende il nome.
L'area agricola è caratterizzata da ampi appezzamenti di terreno dedicati all'agricoltura e alla produzione di cibo. Sono state rinvenute anche diverse vasche e canali, che probabilmente venivano utilizzati per la coltivazione di pesci o come fonte d'acqua per l'irrigazione.
All'interno della villa sono state scoperte anche numerose opere d'arte, come mosaici e affreschi, che mostrano scene mitologiche e scene di vita quotidiana.